# Power to the People (Lied)
Power to the People (englisch ‚Die Macht dem Volk‘) ist ein Lied von John Lennon aus dem Jahr 1971, das von ihm geschrieben und in Kooperation mit Yoko Ono und Phil Spector produziert wurde. Es erschien am 5. März 1971 als fünfte Single von John Lennon mit der Plastic Ono Band.

## Hintergrund

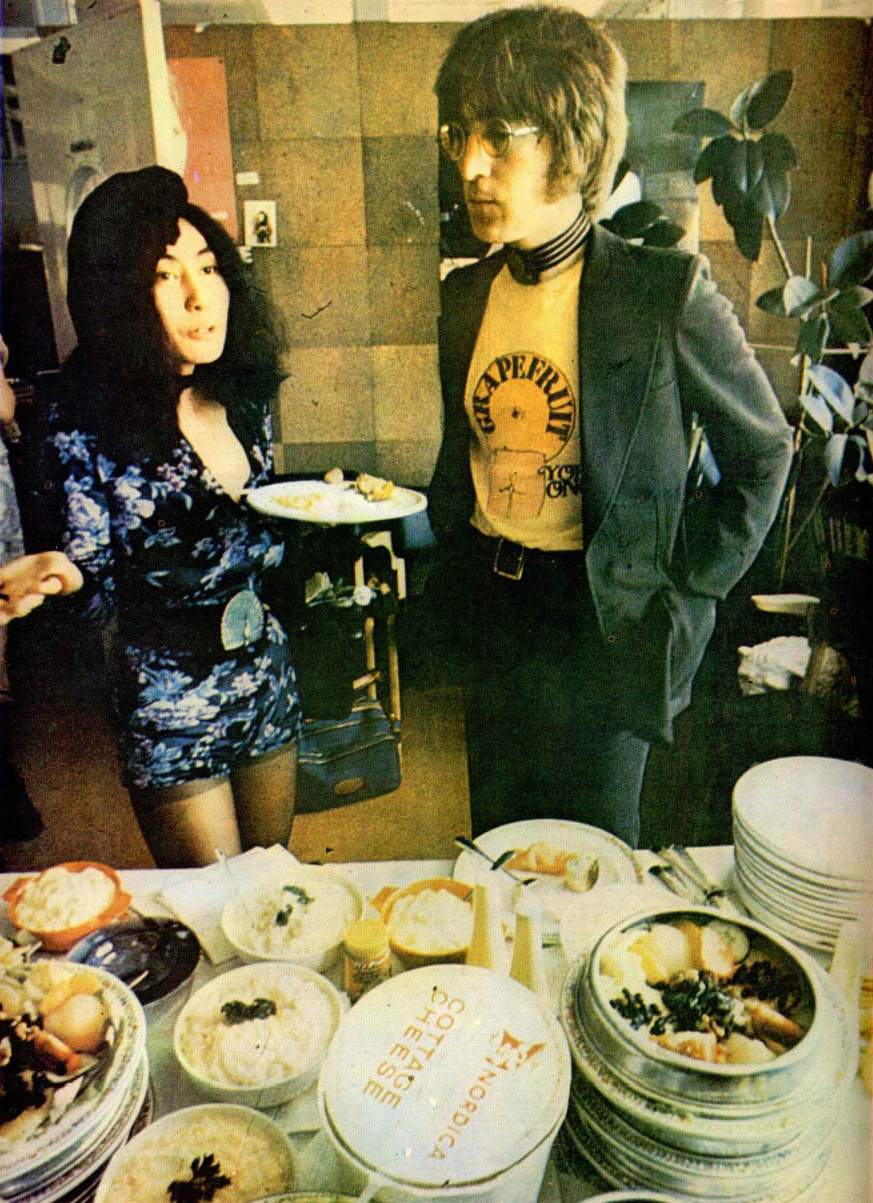
Yoko Ono und John Lennon

John Lennon und Yoko Ono flogen am 13. Januar 1971 nach Japan um die Eltern von Yoko Ono zu besuchen, ursprünglich hatten sie vor den Rest des Monats dort zu verbringen. Ihre Pläne wurden jedoch durchkreuzt, als Lennons Anwälte darauf bestanden, dass er nach Großbritannien zurückkehren müsse, um sich mit Paul McCartneys Klage vor dem High Court zur Auflösung der Partnerschaft der Beatles zu beschäftigen. Das Paar kehrte am 21. Januar zurück und erfuhren in Großbritannien, dass sie ihre gesetzlichen Anforderungen telefonisch hätten erfüllen können. Stattdessen gaben die beiden den politischen Journalisten und Aktivisten Tariq Ali und Robin Blackburn von der marxistischen Zeitung Red Mole ein Interview. Es wurde in einer Ausgabe vom 8. bis 22. März 1971 veröffentlicht.
Ali und Blackburn hatten Lennon und Ono zuvor in gedruckter Form für ihren Glauben an passive, gewaltfreie Mittel zur Erreichung des Friedens kritisiert, wie z. B. die Bed-Ins in Amsterdam und Montreal, die Kampagne „War Is Over“ und den Auftritt der Plastic Ono Band beim Toronto Rock and Roll Revival Festival. Sie waren der Meinung, dass solche publicitywirksamen Auftritte weniger effektiv waren als direkte Aktionen. John Lennon nahm Power to the People gleich am Tag nach seiner Begegnung mit Ali und Blackburn auf.
John Lennon sagte 1980 rückblickend über die Komposition Power to the People: „Nun, das kam aus einem Gespräch mit Tariq Ali, der in England eine Art „Revolutionär“ war und eine Zeitschrift namens Red Mole herausgab. Also hatte ich das Gefühl, dass ich einen Song über das schreiben sollte, was er sagte. Deshalb hat es nicht wirklich geklappt. Ich dachte nicht klar darüber nach. Es wurde in dem Zustand geschrieben, in dem ich schlief und von Tariq Ali und seinesgleichen geliebt werden wollte. Ich muss das zugeben, also werde ich es nicht Heuchelei nennen. Das würde ich heute nicht mehr schreiben.“
Im Gegensatz zu dem 1968er Beatles-Lied Revolution und der 1969er Single Give Peace a Chance war der Text deutlich radikaler und eine Abkehr von Friedfertigkeit, so lautete eine Textzeile: „Wir wollen eine Revolution / Wir sollten besser sofort weitermachen / Nun, dann steh auf und / geh auf die Straße“.
Um den politischen Aktionismus des Textes zu verdeutlichen, wurde Lennon auf dem US-amerikanischen Singlecover abgedruckt, wie er einen Helm der japanischen Bereitschaftspolizei trägt und seine rechte geballte Faust erhebt.
Gesellschaftskritik kam in der letzten Strophe des Songs vor, in der Lennon fragte: „Ich muss euch Genossen und Brüder fragen / Wie behandelt ihr eure eigene Frau zu Hause?“ Damit nahm er feministische Themen vorweg, die im folgenden Jahr auf Woman Is the Nigger of the World ausführlicher behandelt wurden.
Der Slogan Power to the People war schon vor Lennons Komposition gebräuchlich und war auch der Slogan der Black Panthers in den 1960er. Schon 1969 wurde Power to the People vom Saxophonisten Joe Henderson als Titel für eines seiner Alben verwendet.
1971 erschien von der Gruppe The Chi-Lites die Single (For God's Sake) Give More Power To The People, die inhaltlich die gleiche Thematik hatte wie das Lied von John Lennon.
Der Song von John Lennon wurde als Titelsong der US-Präsidentschaftskampagnen 2016 und 2020 von Bernie Sanders verwendet.

## Aufnahme
Die Aufnahmen für Power to the People fanden am 22. Januar 1971 in Lennons eigenem Studio, den Ascot Sound Studios, in Tittenhurst Park in Berkshire statt. Elf Takes wurden aufgenommen, von denen der letzte zum Master wurde. Am Abend wurden Overdub-Aufnahmen in den Abbey Road Studios gemacht. Der Hauptzweck der Abendsession war die Aufnahme des Chorgesangs. Es wurde auch das Geräusch marschierender Füße während des Intros hinzugefügt, als ob eine politische Kundgebung auf den Straßen stattfinden würde.
Ausführende Produzenten des Liedes waren John Lennon, Yoko Ono und Phil Spector. Der Toningenieur in den Ascot Sound Studios war Eddie Veale. Die Toningenieure in den Abbey Road Studios waren Phil McDonald und Eddie Klein.
Besetzung:
- John Lennon: Akustische Gitarre, Gesang, Klavier
- Billy Preston: Keyboard, Klavier
- Klaus Voormann: E-Bass
- Bobby Keys: Saxophon
- Jim Gordon: Schlagzeug
- Rosetta Hightower und andere unbekannte Sänger: Begleitgesang

## Coverversionen
Es gibt über 35 Coverversionen von Power to the People.

## Veröffentlichung

### Singleveröffentlichungen
- Die Single Power to the People / Open Your Box wurde am 22. März 1971 in Großbritannien und Deutschland[9] veröffentlicht. Die B-Seite ist ein Lied von Yoko Ono.
- Am 12. März 1971 erschien die Single Power to the People / Touch Me in den USA.[10] Die B-Seite ist ein Lied von Yoko Ono vom Album Yoko Ono/Plastic Ono Band.

### Albumveröffentlichungen
- Power to the People befindet sich auf folgenden John Lennon-Kompilationsalben: Shaved Fish (gekürzte Version), The John Lennon Collection, Lennon, Lennon Legend: The Very Best of John Lennon, Peace, Love & Truth, The U.S. vs. John Lennon, Working Class Hero: The Definitive Lennon, Gimme Some Truth, John Lennon Collector’s Edition, Power to the People: The Hits, Signature Box.
- Am 5. Oktober 2018 erschien die bisher inhaltlich umfangreichste Wiederveröffentlichung der Imagine-Aufnahmen als Box-Set. Die Lieder des Albums wurden von Paul Hicks in den Abbey Road Studios und den Sear Sound Studios neu abgemischt. Für die Neuabmischung gab Yoko Ono die Anweisung, dass der Sound des Albums und der Gesang von John Lennon klarer, hörbarer werden sollten. Darüber hinaus wurde auch eine 5.1-Abmischung hergestellt. Der Einfach-CD-Version wurde unter anderen Power to the People zugefügt. Die Super-Deluxe-Box enthält auch alternative Versionen von Power to the People: (Take 7) und eine Monoversion.
- Am 9. Oktober 2020 erschien das Kompilationsalbum GIMME SOME TRUTH., das neuabgemischte Lieder beinhaltet, so auch Power to the People.

## Musikvideo
1991 ließ Yoko Ono ein Musikvideo zu dem Song herstellen, Regisseur war Gerard Meola. Das Video enthält Ausschnitte aus einer Demonstration vom 11. August 1971 in London, bei der John Lennon und Yoko Ono teilnahmen sowie Ausschnitte von weiteren Demonstrationen aus verschiedenen Jahrzehnten.

## Chartplatzierungen
| ChartsChartplatzierungen       | Höchstplatzierung | Wochen/ Monate |
| ------------------------------ | ----------------- | -------------- |
| Deutschland (GfK)              | 7 (15 Wo.)        | 15 Wo.         |
| Österreich (Ö3)                | 11 (1 Mt.)        | 1 Mt.          |
| Schweiz (IFPI)                 | 5 (6 Wo.)         | 6 Wo.          |
| Vereinigtes Königreich (OCC)   | 7 (9 Wo.)         | 9 Wo.          |
| Vereinigte Staaten (Billboard) | 11 (9 Wo.)        | 9 Wo.          |

| ChartsJahrescharts (1971) | Platzierung |
| ------------------------- | ----------- |
| Deutschland (GfK)         | 43          |